# Udinese Calcio 1983-1984
Questa voce raccoglie le informazioni riguardanti l'Udinese Calcio nelle competizioni ufficiali della stagione 1983-1984.

## Stagione

Da sinistra: il fuoriclasse brasiliano Zico, colpo di mercato a sorpresa dell'Udinese, con il dirigente bianconero Franco Dal Cin.

Nella stagione 1983-1984 l'Udinese disputa il suo sedicesimo campionato di Serie A. Il presidente Lamberto Mazza conferma l'allenatore Enzo Ferrari, che ha agli ordini la stella brasiliana Zico, uno dei migliori calciatori del mondo. Con circa ventisettemila abbonati il "Friuli" è sempre pieno.
La partenza è col botto (0-5) sul campo del Genoa e posizioni costanti di alta classifica. A marzo il fuoriclasse brasiliano subisce uno stiramento, che lo costringe a saltare cinque partite; quando rientra non riesce a evitare che l'Udinese dal terzo, scivoli al nono posto finale. Segna 24 reti, delle quali 5 in Coppa Italia e 19 in campionato. Il secondo straniero dei friulani è Edinho un difensore brasiliano con il vizio del gol, ne imbuca 6, 2 in Coppa Italia e 4 in campionato. Altri due campioni italiani hanno contribuito a questa positiva stagione dei friulani, Franco Causio, con la sua esperienza, e Pietro Paolo Virdis, autore di 10 reti in campionato.
Nella Coppa Italia l'Udinese vince il proprio girone di qualificazione nel precampionato, con tre vittorie e due pareggi; negli ottavi di finale supera la Triestina, poi cede al Verona nel doppio confronto dei quarti di finale.

## Divise e sponsor
Il fornitore ufficiale di materiale tecnico per la stagione 1983-1984 fu Americanino, mentre lo sponsor di maglia fu Agfacolor.
| Casa | Trasferta |  |

## Organigramma societario
Area direttiva
- Presidente: Lamberto Mazza
- Amministratore delegato: Franco Dal Cin

Area sanitaria
- Medico sociale: Fausto Bellato
- Massaggiatore: Gianfranco Casarsa, Luigi Bertocco

Area tecnica
- Allenatore: Enzo Ferrari
- Allenatore in seconda: Narciso Soldan
- Allenatore Primavera: Enrico Burlando
- Preparatore atletico: Cleante Zat

## Rosa
| N. |                    | Ruolo | Calciatore               |
| -- | ------------------ | ----- | ------------------------ |
|    | Italia (bandiera)  | P     | Fausto Borin             |
|    | Italia (bandiera)  | P     | Fabio Brini              |
|    | Italia (bandiera)  | D     | Cesare Cattaneo          |
|    | Italia (bandiera)  | D     | Luigi De Agostini        |
|    | Brasile (bandiera) | D     | Edinho                   |
|    | Italia (bandiera)  | D     | Dino Galparoli           |
|    | Italia (bandiera)  | D     | Franco Pancheri          |
|    | Italia (bandiera)  | D     | Attilio Tesser           |
|    | Italia (bandiera)  | C     | Franco Causio (capitano) |
|    | Italia (bandiera)  | C     | Sandro Danelutti         |

| N. |                    | Ruolo | Calciatore          |
| -- | ------------------ | ----- | ------------------- |
|    | Italia (bandiera)  | C     | Loris Dominissini   |
|    | Italia (bandiera)  | C     | Manuel Gerolin      |
|    | Italia (bandiera)  | C     | Alberto Marchetti   |
|    | Italia (bandiera)  | C     | Massimo Mauro       |
|    | Italia (bandiera)  | C     | Paolo Miano         |
|    | Italia (bandiera)  | C     | Alfio Sesso         |
|    | Brasile (bandiera) | C     | Zico                |
|    | Italia (bandiera)  | A     | Gino Masolini       |
|    | Italia (bandiera)  | A     | Loris Pradella      |
|    | Italia (bandiera)  | A     | Pietro Paolo Virdis |

## Risultati

### Serie A

#### Girone d'andata
| Arbitro: | Pairetto (Torino) |

|  |           |                                            |
|  | Marcatori | 37’ M. Mauro 42’, 89’ Zico 61’, 82’ Virdis |

| Arbitro: | Altobelli (Roma) |

|                             |           |                     |
| Zico 30’, 62’ Marchetti 75’ | Marcatori | 9’ (aut.) Marchetti |

| Arbitro: | Ballerini (La Spezia) |

|                                |           |          |
| Di Somma 26’ Edinho 89’ (aut.) | Marcatori | 51’ Zico |

| Arbitro: | Lanese (Messina) |

|          |           |                     |
| Zico 18’ | Marcatori | 56’ (aut.) Pancheri |

| Firenze 9 ottobre 1983 5ª giornata | Fiorentina     | 0 – 0 | Udinese | Stadio Comunale\| Arbitro: \| Pieri (Genova) \| |
| Arbitro:                           | Pieri (Genova) |       |         |                                                 |

| Arbitro: | Redini (Pisa) |

|                                |           |                          |
| Zico 5’ (rig.) De Agostini 80’ | Marcatori | 48’ Beccalossi 75’ Bagni |

| Arbitro: | Vitali (Bologna) |

|           |           |  |
| Greco 79’ | Marcatori |  |

| Arbitro: | Pieri (Genova) |

|          |           |  |
| Zico 85’ | Marcatori |  |

| Arbitro: | Casarin (Milano) |

|            |           |                     |
| Garuti 53’ | Marcatori | 20’ (aut.) Vianello |

| Arbitro: | Benedetti (Roma) |

|                                   |           |            |
| Cattaneo 23’ (aut.) Scanziani 66’ | Marcatori | 24’ Edinho |

| Udine 4 dicembre 1983 11ª giornata | Udinese          | 0 – 0 | Torino | Stadio Friuli\| Arbitro: \| D'Elia (Salerno) \| |
| Arbitro:                           | D'Elia (Salerno) |       |        |                                                 |

| Arbitro: | Bergamo (Livorno) |

|                         |           |                         |
| Galparoli 9’ Virdis 29’ | Marcatori | 7’ P. Rossi 73’ Platini |

| Arbitro: | Menicucci (Firenze) |

|                        |           |                       |
| D'Amico 19’ Cupini 36’ | Marcatori | 78’ Edinho 90’ Virdis |

| Arbitro: | Pairetto (Torino) |

|                                                 |           |                 |
| Causio 29’ Zico 30’ (rig.) Virdis 71’ Miano 78’ | Marcatori | 57’ Bruscolotti |

| Arbitro: | Mattei (Macerata) |

|                                            |           |                          |
| F. Baresi 8’ (rig.) Verza 43’ Blissett 81’ | Marcatori | 40’, 84’ Zico 87’ Causio |

#### Girone di ritorno
| Arbitro: | Paparesta (Bari) |

|                                                  |           |              |
| Canuti 28’ (aut.) Virdis 65’ Faccenda 79’ (aut.) | Marcatori | 69’ Briaschi |

| Arbitro: | Ciulli (Roma) |

|  |           |               |
|  | Marcatori | 70’, 90’ Zico |

| Arbitro: | Mattei (Macerata) |

|                      |           |           |
| Zico 20’, 77’ (rig.) | Marcatori | 3’ Limido |

| Arbitro: | D'Elia (Salerno) |

|                                |           |                 |
| Edinho 19’ (aut.) Guidetti 90’ | Marcatori | 53’ (rig.) Zico |

| Arbitro: | Casarin (Milano) |

|                          |           |                |
| Virdis 35’, 84’ Zico 72’ | Marcatori | 37’ D. Bertoni |

| Arbitro: | Redini (Pisa) |

|                          |           |  |
| Altobelli 41’ Serena 49’ | Marcatori |  |

| Udine 11 marzo 1984 22ª giornata | Udinese               | 0 – 0 | Ascoli | Stadio Friuli\| Arbitro: \| Ballerini (La Spezia) \| |
| Arbitro:                         | Ballerini (La Spezia) |       |        |                                                      |

| Arbitro: | Mattei (Macerata) |

|                                                      |           |            |
| Falcão 31’ Cerezo 67’ B. Conti 74’ Di Bartolomei 87’ | Marcatori | 21’ Edinho |

| Arbitro: | Casarin (Milano) |

|                              |           |                 |
| Edinho 32’ (rig.) Causio 50’ | Marcatori | 28’ Criscimanni |

| Arbitro: | Pezzella (Frattamaggiore) |

|  |           |                                     |
|  | Marcatori | 32’ Zanone 69’ R. Mancini 86’ Brady |

| Arbitro: | Altobelli (Roma) |

|  |           |            |
|  | Marcatori | 53’ Virdis |

| Arbitro: | Pieri (Genova) |

|                               |           |                       |
| P. Rossi 15’ Vignola 51’, 67’ | Marcatori | 41’ M. Mauro 42’ Zico |

| Arbitro: | Casarin (Milano) |

|                     |           |  |
| Edinho 68’ Zico 86’ | Marcatori |  |

| Arbitro: | Mattei (Macerata) |

|                                     |           |              |
| Frappampina 13’ Ferrario 75’ (rig.) | Marcatori | 86’ Pradella |

| Arbitro: | Testa (Prato) |

|            |           |                                    |
| Virdis 40’ | Marcatori | 15’ (aut.) Cattaneo 38’ Battistini |

### Coppa Italia

#### Terzo girone
| Arbitro: | Pirandola (Lecce) |

|          |           |            |
| Zico 50’ | Marcatori | 82’ L. Pin |

| Arbitro: | Menicucci (Firenze) |

|                     |           |                     |
| Renzetti 33’ (rig.) | Marcatori | 35’ Zico 73’ Edinho |

| Arbitro: | Vitali (Bologna) |

|                         |           |  |
| M. Mauro 22’ Edinho 45’ | Marcatori |  |

| Arbitro: | Altobelli (Roma) |

|                       |           |                     |
| Strappa 1’ Mattei 89’ | Marcatori | 50’ Zico 63’ Causio |

| Arbitro: | Longhi (Roma) |

|           |           |                        |
| Casale 5’ | Marcatori | 31’ Gerolin 74’ Causio |

#### Fase finale
| Trieste 8 febbraio 1984 Ottavi di finale - Andata | Triestina        | 0 – 0 | Udinese | Stadio Giuseppe Grezar\| Arbitro: \| Altobelli (Roma) \| |
| Arbitro:                                          | Altobelli (Roma) |       |         |                                                          |

| Arbitro: | Vitali (Bologna) |

|               |           |  |
| Zico 11’, 21’ | Marcatori |  |

| Arbitro: | Pairetto (Torino) |

|                             |           |           |
| Gerolin 52’ De Agostini 63’ | Marcatori | 36’ Iorio |

| Arbitro: | Ciulli (Roma) |

|                  |           |  |
| Iorio 45’ (rig.) | Marcatori |  |

## Statistiche

### Statistiche di squadra
| Competizione | Punti | In casa | In casa | In casa | In casa | In casa | In casa | In trasferta | In trasferta | In trasferta | In trasferta | In trasferta | In trasferta | Totale | Totale | Totale | Totale | Totale | Totale | DR  |
| Competizione | Punti | G       | V       | N       | P       | Gf      | Gs      | G            | V            | N            | P            | Gf           | Gs           | G      | V      | N      | P      | Gf     | Gs     | DR  |
| ------------ | ----- | ------- | ------- | ------- | ------- | ------- | ------- | ------------ | ------------ | ------------ | ------------ | ------------ | ------------ | ------ | ------ | ------ | ------ | ------ | ------ | --- |
| Serie A      | 31    | 15      | 8       | 5       | 2       | 26      | 16      | 15           | 3            | 4            | 8            | 21           | 24           | 30     | 11     | 9      | 10     | 47     | 40     | +7  |
| Coppa Italia |       | 4       | 3       | 1       | 0       | 7       | 2       | 5            | 2            | 2            | 1            | 6            | 5            | 9      | 5      | 3      | 1      | 13     | 7      | +6  |
| Totale       | -     | 19      | 11      | 6       | 2       | 33      | 18      | 20           | 5            | 6            | 9            | 27           | 29           | 39     | 16     | 12     | 11     | 60     | 47     | +13 |

### Statistiche dei giocatori[4]
| Giocatore      | Serie A  | Serie A | Serie A     | Serie A    | Coppa Italia | Coppa Italia | Coppa Italia | Coppa Italia | Totale   | Totale | Totale      | Totale     |
| Giocatore      | Presenze | Reti    | Ammonizioni | Espulsioni | Presenze     | Reti         | Ammonizioni  | Espulsioni   | Presenze | Reti   | Ammonizioni | Espulsioni |
| -------------- | -------- | ------- | ----------- | ---------- | ------------ | ------------ | ------------ | ------------ | -------- | ------ | ----------- | ---------- |
| F. Borin       | 5        | -5      | ?           | ?          | 3            | -2           | ?            | ?            | 8        | -7     | ?           | ?          |
| F. Brini       | 25       | -35     | ?           | ?          | 7            | -5           | ?            | ?            | 32       | -40    | ?           | ?          |
| C. Cattaneo    | 25       | 0       | ?           | ?          | 7            | 0            | ?            | ?            | 32       | 0      | ?           | ?          |
| F. Causio      | 30       | 3       | ?           | ?          | 9            | 2            | ?            | ?            | 39       | 5      | ?           | ?          |
| S. Danelutti   | 8        | 0       | ?           | ?          | 1            | 0            | ?            | ?            | 9        | 0      | ?           | ?          |
| L. De Agostini | 25       | 1       | ?           | ?          | 6            | 1            | ?            | ?            | 31       | 2      | ?           | ?          |
| L. Dominissini | 11       | 0       | ?           | ?          | 5            | 0            | ?            | ?            | 16       | 0      | ?           | ?          |
| Edinho         | 29       | 4       | ?           | ?          | 7            | 2            | ?            | ?            | 36       | 6      | ?           | ?          |
| D. Galparoli   | 30       | 1       | ?           | ?          | 9            | 0            | ?            | ?            | 39       | 1      | ?           | ?          |
| M. Gerolin     | 21       | 0       | ?           | ?          | 7            | 2            | ?            | ?            | 28       | 2      | ?           | ?          |
| A. Marchetti   | 24       | 1       | ?           | ?          | 9            | 0            | ?            | ?            | 33       | 1      | ?           | ?          |
| G. Masolini    | 1        | 0       | ?           | ?          | -            | -            | -            | -            | 1        | 0      | 0+          | 0+         |
| M. Mauro (II)  | 30       | 2       | ?           | ?          | 9            | 1            | ?            | ?            | 39       | 3      | ?           | ?          |
| P. Miano       | 26       | 1       | ?           | ?          | 7            | 0            | ?            | ?            | 33       | 1      | ?           | ?          |
| F. Pancheri    | 20       | 0       | ?           | ?          | 8            | 0            | ?            | ?            | 28       | 0      | ?           | ?          |
| L. Pradella    | 13       | 1       | ?           | ?          | 7            | 0            | ?            | ?            | 20       | 1      | ?           | ?          |
| A. Sesso       | -        | -       | -           | -          | 1            | 0            | ?            | ?            | 1        | 0      | 0+          | 0+         |
| A. Tesser      | 8        | 0       | ?           | ?          | 5            | 0            | ?            | ?            | 13       | 0      | ?           | ?          |
| P. Virdis      | 29       | 10      | ?           | ?          | 5            | 0            | ?            | ?            | 34       | 10     | ?           | ?          |
| Zico           | 24       | 19      | ?           | ?          | 9            | 5            | ?            | ?            | 33       | 24     | ?           | ?          |